# Endomychus gorhami
Endomychus gorhami is een keversoort uit de familie zwamkevers (Endomychidae). De wetenschappelijke naam van de soort werd in 1874 gepubliceerd door George Lewis.